# ژاکلین فرانک دلوکا
ژاکلین فرانک دلوکا (انگلیسی: Jacqueline Frank DeLuca؛ زادهٔ ۱ مهٔ ۱۹۸۰) بازیکن واترپلو اهل ایالات متحده آمریکا است.